# 東海東山方言
東海東山方言（とうかいとうさんほうげん）は、岐阜県・愛知県・長野県・山梨県国中地方・静岡県および新潟県（佐渡地方・阿賀北地域・青海を除く）で話されている日本語の方言である。

## 概要
大きく、岐阜・愛知方言（ギア方言）、長野・山梨・静岡方言（ナヤシ方言）、越後方言に分けられる。東条操が提唱した方言区画であるが、ほぼ全域が東京式アクセントである他は地域ごとの差異が大きく、特に文法は遷移的で近畿方言や東北方言などと異なり全域にわたる共通性を見出すことは難しい。そのため、岐阜・愛知方言、長野・山梨・静岡方言、越後方言の3グループをそれぞれ独立の区画とする説（都竹通年雄の説）もある。
東日本方言と西日本方言の接触地帯の方言であり、両者の特徴の境界線の多くがこの地を通っている。古くから、東西方言の境界とされた親不知と浜名湖を結ぶ線（日本語#東西の文法参照）の西側である愛知県と岐阜県の方言は、西日本方言に分類されることもあり、越後方言や長野・山梨・静岡方言よりも、語彙や文法の点で近畿的・西日本的である。長野・山梨・静岡方言の中では、南信方言や遠州弁は三河弁との共通点を多く持っており、語彙や文法の点で西日本的特徴が比較的強い。ただ、「思うた」のような動詞のウ音便は愛知・岐阜には無いが新潟県越後にはある（一部を除く）。

## 下位区分
- 岐阜・愛知方言（ギア方言） - 「おる」「-とる」を用いる。ア・ワ行五段動詞は促音便（例：思った）。動詞の打ち消しは「-ん」。東三河を除き形容詞連用形のウ音便がある。母音の無声化は一部地域を除き起こらない。
  - 岐阜県--断定の助動詞「や」（大正期頃までは「じゃ」が使われていた）。大半で内輪東京式アクセント。県西端部は京阪式・垂井式アクセント。県南東端部は中輪東京式アクセント。
    - 美濃弁（西端部の京阪式・垂井式アクセント地域を近畿方言に入れる場合もある）
    - 飛騨弁
    - なお、福井県和泉は内輪東京式アクセントで、この両者と幾分共通点がある。さらに、福井から美濃地域に編入された区域も存在する。

  - 愛知県--断定の助動詞「だ」（尾張北西部では「や」も）。
    - 尾張弁（広義の名古屋弁）- 内輪東京式アクセント。
      - 名古屋弁（狭義、尾張北西部や瀬戸市では美濃弁に近い）
      - 知多弁
      - 三重県長島（現在は桑名市に編入）・木曽岬町の方言も尾張に近い。

    - 三河弁
      - 西三河--中輪東京式アクセント。形容詞連用形のウ音便がある。
      - 東三河--外輪東京式アクセント。ウ音便がない。母音の無声化がやや目立つ。
- 長野・山梨・静岡方言（ナヤシ方言） - 長野北東部（千曲川流域）、山梨の一部（郡内地方東部）を除き推量に「ずら・ら」を用いる（三河にもある）[7]。打ち消しの助動詞には静岡県遠州地方・長野県南部・山梨県国中地方で「〜ん」、それ以外の地域では「〜ない」を用い、静岡県中東部では連母音融合した「〜にゃあ」も用いられる。また、静岡県湖西市付近、長野南部（天竜川・木曽川流域）を除き「いる」「-てる」を用いる。ウ音便はない。
  - 静岡県方言
    - 遠州方言--遠州。西部は外輪東京式アクセント。東部は中輪東京式アクセント。旧新居町や旧舞阪町付近は型の少ない東京式アクセント。概ね浜名湖以西で「おる」「-とる」を用い、それ以東は「いる」「-てる」を用いるが、混用地域もある。母音の無声化は西部ではやや目立つが、東部では起こらない。打ち消し「-ん」
    - 駿河方言--駿河（大井川上流除く）。打ち消し「-ない」。富士川以西は母音の無声化が起こらないが、富士川以東は母音の無声化が起こる。また、富士川以東は意志・推量の「べー」があり伊豆方言に含むことがある。中輪東京式アクセント。
    - 伊豆方言--伊豆。意志・推量の「べー」があり、打ち消し「-ない」、命令形「-ろ」、母音の無声化などの西関東的な特徴と、東海東山的な特徴を併せ持つ[8]。
    - 井川方言--大井川上流。無アクセントで、古い時代の表現を残す言語島。

  - 長野県方言（奥信濃・北信・東信・中信・南信に細分。一般的な地域区画とは多少異なり、木曾が南信に、諏訪と上伊那北部が中信に区分される）
    - アクセントは大半が中輪東京式となるが、北信全体及び南信の東三河・遠州に接する部分で外輪東京式となる。
    - 中信や南信の大部分では、母音の無声化が起こらない。
    - 奥信濃、北信では語頭の「イ」は「エ」に統合され、東信では語頭で「イ」が「エ」に、「エ」が「イ」に交替する。
    - 東信の佐久地域では「ヒ」と「シ」の混同がある。
    - 南西部を除き連母音融合が盛んである。木曽地域や伊那地域では南に下るにつれあまり聞かれなくなる。
    - 奥信濃、北信及び東信（佐久地方を除く）では推量形に「ずら」を用いない。
    - 東信の佐久地域では推量に関東方言的な「べえ」も用いられる。
    - 南信方言では伝統的には推量に「〜ずら」を用いるが、中若年層は三河から広まった[要出典]「〜だら」を多用する。
    - 南信方言では全域で否定に「〜ん」、「居る」は「おる」を用い、命令形は木曽地域南部、上伊那地域南部、下伊那地域で「〜よ」用いる。また、上伊那地域南部や下伊那地域では特に敬語表現が豊富である。
    - 語彙の面で、奥信濃では魚沼の越後方言に、諏訪地域は甲州弁に、木曽地域中南部や上伊那地域南部、下伊那地域の特に平野部では名古屋弁、美濃弁、三河弁、遠州弁などの東海地方の諸方言との近似が多く見られる。[要出典]

  - 山梨県方言（甲州弁）
    - 国中方言--打ち消しの「-ん」がある。
    - 奈良田方言--特殊アクセントで、古い表現や特徴的な語彙・語法が多く井川とともに言語島と呼ばれる。四つ仮名の区別がある。
    - （郡内方言--西関東方言に分類される）
- 北部伊豆諸島方言--最も近いのは伊豆方言だが、独特の特徴も多い。
- 秋山郷方言--言語島。古い文法があり音韻は奥羽方言と類似。
- 越後方言（新潟県のうち佐渡地方と阿賀北地域を除く）--アクセントは、上越地方西部の糸魚川市で中輪東京式、その他で外輪東京式である。群馬弁・埼玉弁同様にガ行鼻濁音がない。越後中部・北部では形容詞連用形・ワ行五段動詞連用形でウ音便を用いる[6]。（なお、佐渡弁は北陸方言、阿賀野川以北の下越方言は東北方言の北奥羽方言に分類される）
  - 中越方言--伝統方言ではイとエの区別がなく、開音[ɔː]と合音 [oː]の区別がある。
    - 南越方言（魚沼地方）--関東方言的。長野の奥信濃方言も南越方言に近い。

  - 西越方言--上越地方東部の上越市・妙高市の方言は長野県の北信との共通性が高く、内陸部ほどその傾向は強まる[要出典]。
    - （西端越方言--糸魚川市青海。垂井式アクセントで、北陸方言に含まれる。）

## 発音
一部を除きほぼ全域が東京式アクセントである。近畿に接する岐阜県大部分・愛知県尾張（知多除く）が内輪東京式（西縁は垂井式や京阪式）、糸魚川を除く越後方言の全域・長野県北信、三河東部・遠州西部が外輪東京式、静岡県湖西市が型の種類の少ない東京式、それ以外の大部分が中輪東京式である。なお言語島である井川は無アクセント、山梨県奈良田は特殊アクセントである。
音韻は共通語とそれほど変わらないが、濃尾平野、静岡県中東部などでは連母音の融合が激しく、名古屋方言はアイおよびアエという連母音がエァー（[æː]）になる他、オイはオェー（[øː]または[öː]）に、ウイはウィー（[yː]または[üː]）に変化することがある8母音体系である。越後の中越方言は「アイ」が融合して/エァー/（[ɛː]または[æː]）になり、「アウ」に由来する開音/オァー/ [ɔː] と「オウ」に由来する合音/オー/ [oː] の区別がある7母音体系である。越後中北部ではイとエの区別がない。言語島である奈良田では四つ仮名を区別、秋山郷方言では音韻体系が特異で、木曽開田高原とともにシラビーム方言である。長野県北信、東信と静岡県富士川以東では母音の無声化があり、アクセントの面からも発音で西関東方言と明確に境界を引くことは難しい。音韻・アクセントからギア方言、ナヤシ方言、越後方言、西関東方言をまとめて東日本方言の下位グループとする案もある（奥村三雄の案）。

## 文法
文法は遷移的で、日本語の東西方言の要素の境界線がいくつも走っている。主なものをあげると、打ち消し「ん/ない」（親不知-長野県南部-大井川）、命令形「よ/ろ」（糸魚川-長野県南部-静岡県中部）、「おる/いる」（親不知-長野県南部-浜名湖）、形容詞連用形「ウ音便/-く」（糸魚川-長野岐阜県境-西三河）、断定「じゃ・や／だ」（親不知-長野岐阜県境-岐阜愛知県境）などがある。ただし山梨県国中地方は打ち消し「ん」、愛知県北西部は断定は「じゃ・や」もあり、岐阜県南東部は「だ」である。越後平野には形容詞連用形のウ音便がある他、岐阜・愛知には分布しないワ行五段動詞のウ音便がある。
畿内からの流入経路によってギア方言-ナヤシ方言（意志の「ず」、推量の「ずら、ら、だら、だらず」等）と、北陸方言-越後方言-北奥羽方言（意志「う」、推量「だろう」、理由「さかい」系（「すけ」等）など）に分けられる要素もある。前者は陸路、後者は日本海路からの流入であり、経路が異なるため、文法面で越後方言は北陸-北奥羽と同じ流れにあり、ギア方言、ナヤシ方言との関連性は低い。平山輝男による方言区画では、新潟県は東海東山方言に入らず、越後方言が独立した区画となっている。

## 比較表
- 国立国語学研究所　方言文法全国地図（1979-82年に高年層男性を対象に調査したもの）[11]
- 金田一春彦（1977）「アクセントの分布と変遷」大野晋・柴田武編『岩波講座日本語11 方言』岩波書店

による。

### 中山道・甲州街道
|                | 岐阜・愛知方言 | 岐阜・愛知方言         | 長野・山梨・静岡方言       | 長野・山梨・静岡方言       | 長野・山梨・静岡方言       | 長野・山梨・静岡方言       |
| 岐阜           | 瑞浪           | 木曽                   | 諏訪                       | 甲府                       | 佐久                       |                            |
| -------------- | -------------- | ---------------------- | -------------------------- | -------------------------- | -------------------------- | -------------------------- |
| アクセント     | 内輪東京式     | 内輪東京式             | 中輪東京式                 | 中輪東京式                 | 中輪東京式                 | 中輪東京式                 |
| 断定           | …や            | …や                    | …だ                        | …だ                        | …だ                        | …だ                        |
| 否定           | …ん            | …ん                    | …ん                        | …ない、…ねえ               | …ん                        | …ない、…ねえ               |
| 過去否定       | …なんだ        | …なんだ                | …なんだ                    | …なんだ                    | …なんだ、…なんどお         | …なかった                  |
| 形容詞連用形   | ウ音便、語幹   | ウ音便、語幹           | …く                        | …く                        | …く                        | …く                        |
| 居る           | オル           | オル                   | オル                       | イル                       | イル                       | イル                       |
| 推量           | …やろう、      | …やらあ                | …ずら、…ら                 | …ずら、…ら                 | …ずら、…ら                 | …ずら、…だらず             |
| 意志「行こう」 | いこう         | いこう                 | いかず（か）、いかす（か） | いかず（か）、いかす（か） | いかず（か）、いかす（か） | いかず（か）、いかす（か） |
| 勧誘           | …まい（か）    | …まい（か）、…ん（か） | …まい（か）、…ん（か）     | …ね（か）                  | …ざあ、…だあ               | …ず（か）、…ね（か）       |
| 命令形「見ろ」 | ミヨ           | ミレ                   | ミロ                       | ミロ                       | ミロ                       | ミロ                       |

### 東海道
|                      | 岐阜・愛知方言 | 岐阜・愛知方言     | 岐阜・愛知方言     | 長野・山梨・静岡方言 | 長野・山梨・静岡方言       | 長野・山梨・静岡方言          | 長野・山梨・静岡方言          | 長野・山梨・静岡方言  |
| 名古屋               | 豊田           | 豊橋               | 湖西               | 浜松                 | 掛川                       | 静岡                          | 沼津                          |                       |
| -------------------- | -------------- | ------------------ | ------------------ | -------------------- | -------------------------- | ----------------------------- | ----------------------------- | --------------------- |
| アクセント（東京式） | 内輪           | 中輪               | 外輪               | 型の少ない           | 外輪                       | 中輪                          | 中輪                          | 中輪                  |
| 否定                 | …ん            | …ん                | …ん                | …ん                  | …ん                        | …ん                           | …ない、…にゃあ、…ねえ         | …ない、…にゃあ、…ねえ |
| 過去否定             | …なんだ        | …なんだ            | …なんだ            | …なんだ              | …なんだ                    | …んけ、…なんだ                | …にゃあっき                   | …なかった             |
| 形容詞連用形         | ウ音便、語幹   | ウ音便、語幹       | …く                | …く                  | …く                        | …く                           | …く                           | …く                   |
| 居る                 | オル           | オル               | オル               | オル                 | イル                       | イル                          | イル                          | イル                  |
| 推量                 | だろう/やろう  | だらあ             | だらあ、ら、ずら   | だらあ、ら、ずら     | ずら、ら                   | ずら、ら                      | ずら、ら                      | （同左）、べー        |
| 意志「行こう」       | いこう         | いかあ             | いかあ             | いかあ               | いかず（か）、いかす（か） | いかず（か）、いかす（か）    | いかず（か）、いかす（か）    | いこう、いくべー      |
| 勧誘                 | …まい（か）    | …まい（か）        | …まい（か）        | …まい（か）          | …まい（か）                | …まい（か）、…ず（か）、…ざあ | …まい（か）、…ず（か）、…ざあ | …ね（か）、…べー      |
| 命令形「見ろ」       | ミヨ           | ミヨ、ミョー、ミレ | ミヨ、ミョー、ミレ | ミヨ、ミョー         | ミヨ、ミョー               | ミョー、ミヨ、ミロ            | ミョー、ミヨ、ミロ            | ミロ、ミレ            |